# Brommella
Genre
Synonymes
- Pagomys Chamberlin, 1948 nec Gray, 1864
- Lathargenna Braun, 1963

Brommella est un genre d'araignées aranéomorphes de la famille des Cicurinidae.

## Distribution
Les espèces de ce genre se rencontrent en zone holarctique.

## Liste des espèces
Selon World Spider Catalog (version 25.0, 11/03/2024) :
- Brommella baiseensis Li, 2017
- Brommella bishopi (Chamberlin & Gertsch, 1958)
- Brommella casseabri Li, 2017
- Brommella chongzuoensis Li, 2017
- Brommella digitata Lu, Chen & Zhang, 2015
- Brommella dolabrata Li, 2017
- Brommella falcigera (Balogh, 1935)
- Brommella funaria Li, 2017
- Brommella hellenensis Wunderlich, 1995
- Brommella josephkohi Li, 2017
- Brommella lactea (Chamberlin & Gertsch, 1958)
- Brommella linyuchengi Li, 2017
- Brommella monticola (Gertsch & Mulaik, 1936)
- Brommella punctosparsa (Oi, 1957)
- Brommella renguodongi Li, 2017
- Brommella resima Li, 2017
- Brommella sejuncta Li, 2017
- Brommella spirula Li, 2017
- Brommella tongyanfengi Li, 2017
- Brommella wangfengcheni Li, 2017
- Brommella xinganensis Li, 2017
- Brommella yizhouensis Li, 2017

## Systématique et taxinomie
Ce genre a été décrit par Tullgren en 1948 dans les Dictynidae. Il est placé dans les Cicurinidae par Gorneau, Crews, Cala-Riquelme, Montana, Spagna, Ballarin, Almeida-Silva et Esposito en 2023.
Pagomys Chamberlin, 1948, préoccupé par Pagomys Gray, 1864 et Lathargenna ont été placés en synonymie par Braun en 1964.

## Publication originale
- Tullgren, 1948 : « Zwei bemerkenwerte Vertreter der Familie Dictynidae (Araneae). » Entomologisk Tidskrift, vol. 69, no 3, p. 155-160.